# ビルゲル・カイピアイネン
ビルゲル・カイピアイネン (ビルガ―・カイピアイネン、Birger Kaipiainen、本名ビルゲル・ヨハンネス・カイピアイネン　1915年7月1日 ポリ– 1988年7月18日ヘルシンキ) は、フィンランドのデザイナーであり陶芸家。
ファンタジーを愛するロマンチストと言われた。
典型的な作品のテーマは、様式化した花（特にパンジー）・女性・チョウチョ・トンボ・果物・ベリー・鳥（特にダイシャクシギとヒバリ）などの自然に関するものである。自然の多様性に加え、美術史的様式や古代美術の陶芸に影響を受けた。懐かしさと美しい世界への憧れを醸し出す作品様式が特徴だった。キャリアの間に生み出した陶芸作品の大部分は、数千点に渡るユニーク作品である。一般に良く知られるデザインは、アラビア社で連続生産されたパラティッシ・アピラ・スンヌンタイなどの食器で、壁紙ではピルグレン＆リトラ社で作られた「ヒバリの夜（ Kiurujen yö 、1958年）」と「ヒバリの中で一番美しいのは誰か（Ken on kiuruista kaunein 、1958）」である。

## アラビア社時代
ビルゲル・カイピアイネンは、1937年にアラビア製陶所芸術部門にアーティストとして就職し、人生のほとんどをその職で過ごした。
幼い頃に患ったポリオの障害のために轆轤を使うことができなかったが、病気が彼の表現を繊細にしたと言われている。
ヘルシンキ大学の美術史准教授であるハッリ・カルハ（Harri Kalha）[5]によると、ビルゲル・カイピアイネンは連続生産を嫌いできるだけ避けようとしたが、アラビア工場の経済的繁栄は彼自身の仕事にも関係することは理解していたので、工場の経営者に説得されて「パラティッシ（Paratiisi、1969年）」と「アピラ（Apila、1970年）」と「スンヌンタイ（Sunnuntai、1970年）」や、また、数百枚限定生産でプロ・アルテ（PRO ARTE）コレクションの陶器プレートをデザインした。
当時、アーティストがまず作品に名前を付けたが、その後工場のマーケティング部門がマーケティングや売れ行きの観点を考慮した上で、適切な作品の名前を再度考えるようアーティストに依頼することがあったのである。
たとえば、「パラティッシ」の食器は元々「タルハ（Tarha、果樹園の意味）」という名が付けられ、「スンヌンタイ」の元々の名前は「スンヌンタイアーム（Sunnuntaiaamu、日曜日の朝の意味）」[6]だった。

## ロールストランド社時代
カイピアイネンは1954年からの4年間スウェーデンのロールストランドでアーティストとして仕事をしたが、当時の作品は劇的な色やシュールなテーマを特徴としていた。ロールストランド社時代に国際的に有名になり、1955年にはニューヨークで展示会が行われたりもした。

## 主な作品
モントリオール万国博覧会のために1967年に作った作品「Orvokkimeri（一面のパンジー）」は、最初タンペレ大学の敷地内に設置されたが、最終的にタンペレ市中央オフィスビルの議会会議場に設置された。[7]「パンジー」のテーマはこれ以前から数多くのユニーク作品に使われており、たとえばカイピアイネンのデザインによる「ヒバリの夜」の壁紙（1958年）にも登場し、後にアラビア社の食器「パラティッシ」のデザインにも登場した。
1968年の作品「Kuovit sateessa（雨の中のダイシャクシギ）」は、「Orvokkimeri（一面のパンジー）」と同様に大きな平面作品である。これは現在、フィンランドの美術品収集家であるキュオスティ・カイッコネン（Kyösti Kakkonen）が所有している。カッコネン氏によるビルゲル・カイピアイネン作品の個人のコレクションは世界最大で、さまざまな美術館で展示されている。

## 生涯
ビルゲル・カイピアイネンは、1915年に7人兄弟の末っ子としてフィンランド南西部の都市ポリで生まれた。父親は鉄道員であり、1年後には一家でヘルシンキのフレドリキンカトゥ（Fredrikinkatu）に引っ越した。サヴォ州出身の父親ペッカ側の家族はフィンランド語を話し、母親のマリア側はスウェーデン語を話す家族であった。夏になると、ビルゲルは子供がいない移民夫妻Baranovsky（バラノフスキー）の元で世話をしてもらうため、ロシア連邦・カレリア共和国の都市であるラドガ湖の北端の町ソルタヴァラに送られた。妻のヘレン・バラノフスキーはサンクトペテルブルクで芸術教育を受けており、夫妻の友人関係を通して世界の美術様式や文化に対する見解を開くことになった。キリスト教正統派であるカレリア地方で、バラノフスキー夫妻のカラフルで文化的な家での生活は、若いビルゲルの後の生涯に影響を与えた。
Birgerはヘルシンキのスウェーデン師範学校（SvenskaNormalceum）で勉強した。しかし、若い芸術的なビルゲルは、学校に通うよりも花畑で蝶を見つけたりして過ごすことを好んだ。これを心配した母親のマリアは、芸術デザインの学校で当時教鞭を取っていたデザイナーであるアルットゥ・ブルンメル（ArttuBrummer）に連絡し、11歳だったビルゲルは美術の授業のみ実験的クラスに出席できるようになった。
文学とクラッシック音楽とオペラとバレーと上流階級のパーティーをこよなく愛した。親友であるマリメッコの創設者アルミ・ラティアと共に参加するパーティーは特別だった。カイピアイネンは情熱的なデザイナーであり、定年退職後もほぼ毎日仕事をした。73歳の時にいつもの通り仕事を一日行って、仕事を終えてから自宅で息を引き取った。

## 受賞
- 1951年ミラノ・トリエンナーレ、名誉賞状
- 1951年ミラノ・トリエンナーレ、大賞
- 1961年トリノ国際博覧会、金賞
- フィンランド獅子勲章プロ・フィンランディア・メダル受賞
- 1967年モントリオール万国博覧会、大賞
- 1970年フィンランド政府とヘルシンキ市の芸術勲章
- 1972年Illumiインダストリアルアート勲章
- 1977年教授の称号
- 1981年アーティスト年金
- 1982年プリンス・エウシェン・メダル受賞

ヘルシンキのアラビアには、1998年より「ビルゲル・カイピアイネン通り」と「ビルゲル・カイピアイネン庭」がある。